# Boischatel
Boischatel es un municipio canadiense situado en la provincia de Quebec.

## Superficie
Boischatel tiene una superficie de 20,36 km².

## Demografía
En 2021, tenía 8231 habitantes, una densidad poblacional de 404,3 hab./km², y 3128 viviendas.